# George W. Bush Childhood Home
Das George W. Bush Childhood Home ist ein Wohnhaus in der texanischen Stadt Midland. Hier wuchs zwischen 1952 und 1955 der spätere US-amerikanische Präsident George W. Bush auf.
Das in einem innerstädtischen Wohngebiet an der Ohio Avenue gelegene Haus wurde 1939 durch den einheimischen Bauunternehmer Houston Hill errichtet. Auftraggeberin war Mildred L. Ethridge, die im Scharbauer Hotel von Midland einen Tabak- und Zeitungskiosk betrieb. Hill entwarf ein eingeschossiges Wohnhaus, das er an der Straßenfront mit einem aus Ziegelsteinen gemauerten Kamin schmückte. Binnen 60 Tagen wurde es in traditioneller Holzrahmenbauweise errichtet. Im Juni 1945 verkaufte Ethridge das Haus an das Ehepaar Hanley. Im Januar 1947 erwarb Paxton Howard zusammen mit seiner Frau das Anwesen und ein östlich daran angrenzendes Grundstück. Sie modernisierten das Haus und bauten es an mehreren Stellen um. Die Familie lebte dort vier Jahre, zog dann aber in ein größeres und überließ das Haus an der Ohio Avenue dem Bauunternehmer Lloyd Ponder.
Am 7. November 1951 erwarben George H. W. Bush und seine Frau Barbara für eine Summe von 9000 US-Dollar das Grundstück. Nach der Geburt der Tochter Robin war ihr altes Haus an der East Maple zu klein geworden. Die Familie Bush lebte hier bis 1955. In dieser Zeit wurden die Söhne Jeb und Neil geboren, Robin verstarb 1953 an Leukämie. Ihr ältester Sohn George wurde in der nahegelegenen Sam Houston Elementary School eingeschult und erlebte hier nach eigener Aussage die ersten prägenden Jahre seiner Kindheit.
Nachdem die Bushs im Herbst 1955 zunächst in ein größeres Haus in Midland und 1959 nach Houston zogen, war das Haus im Besitz zahlreicher anderer Familien. 2001 erwarb dann das Permian Basin Board of Realtors und begann hier eine Erinnerungsstätte einzurichten. In mehreren Bauphasen wurde das Haus in seinen Zustand von Mitte der 1950er Jahre gebracht und ist seit Herbst 2004 für die Öffentlichkeit zugänglich.
Als ehemalige Wohnstätte zweier späterer US-Präsidenten, eines späteren Gouverneurs und einer First Lady wurde das Haus am 28. Juli 2004 in das National Register of Historic Places aufgenommen.